# 광개토대왕체

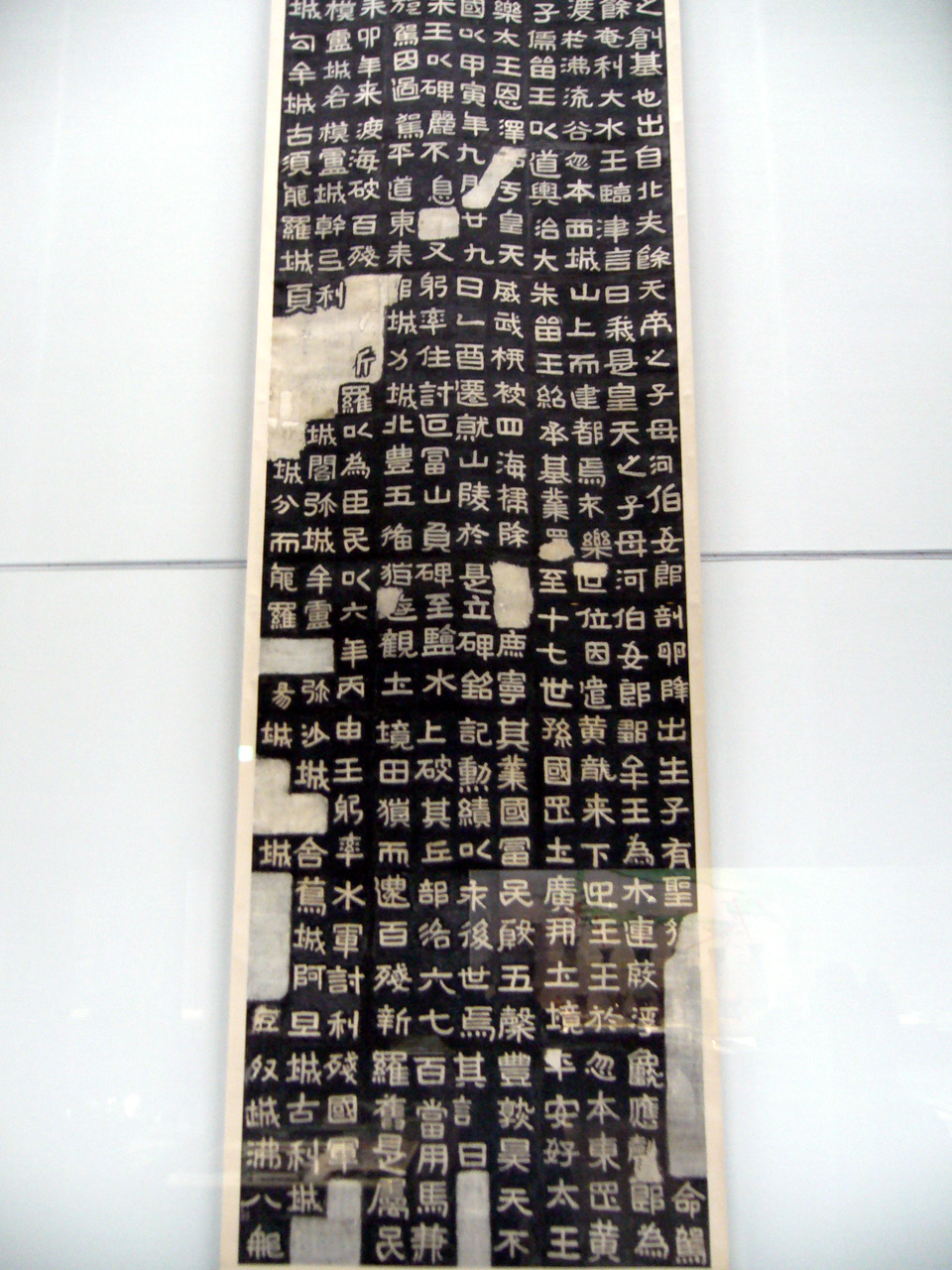
광개토왕릉비의 탁본

광개토태왕비체(廣開土太王碑體)는 광개토왕릉비에 나타나는 고구려의 고유 서체이다. 당대 서법에 비해 예스러운 특징을 보여주며, 자형은 웅장하고 단아하다.

## 참고 문헌
- 고광의; 손환일 (2004). “書體를 통해서 본 高句麗 正體性-廣開土太王碑體의 형성을 중심으로”. 《고구려발해연구》 (고구려발해학회) 18: 1065-1088.